# Guy IV. de Senlis
Guy IV. de Senlis († 1221) war ein Herr von Chantilly, Ermenonville, Luzarches, Montépilloy und Bray, sowie Großmundschenk von Frankreich. Er war ein Sohn des Guy III. de Senlis († um 1188) und der Marguerite, Herrin von Luzarches, einer Tochter des Grafen Rainald II. von Clermont. Weil das Amt des königlichen Großmundschenks in der Familie faktisch erblich war, tritt er in den Chroniken zumeist als „Bouteiller de Senlis“ auf.

Wappen des Guy IV. de Senlis

Guy tritt erstmals 1182 an der Seite seines Vaters in den königlichen Urkunden auf. Als Angehöriger eines Vorauskommandos französischer Kreuzritter erreichte er anlässlich des dritten Kreuzzugs im Jahr 1190 die Belagerung von Akkon. Im Feldlager gehörte er jener Fraktion an, die nach dem Tod der Königin Sibylle auf eine Annullierung der Ehe zwischen deren Schwester Isabella und Humfried IV. von Toron drängten, um diese mit dem Markgrafen Konrad von Montferrat verheiraten zu können. Als Humfried von Toron gegen seine erzwungene Scheidung aufbegehrte forderte Guy ihn zu einem gerichtlichen Zweikampf heraus, dem sich Humfried aber verweigerte und damit einen Ansehensverlust erlitt. Am Morgen der Hochzeit zwischen dem Markgrafen und Isabella, den 24. November 1190, beabsichtigten Guy und andere Ritter in trunkenem Zustand ein Turnier zur Feier des Tages auf offenem Feld vor dem Feldlager zu veranstalten. So ungeschützt wurden sie aber sofort von den Truppen Saladins angegriffen, wobei Guy in Gefangenschaft geriet.
Wie der Autor des Itinerarium peregrinorum et gesta regis Ricardi schrieb, sei Guy nach seiner Gefangennahme nie wieder gesehen und vielleicht auch von den Sarazenen getötet wurden. Offenbar wurde er aber tatsächlich bald von seinem 1191 im Lager vor Akkon eintreffenden König Philipp II. August freigekauft. Allerdings wird er erst ab 1203 wieder in den königlichen Urkunden genannt. 1204 bezeugte und verbürgte er die Lehnstreue der Gräfin Alix von Angoulême gegenüber dem König. Im Jahr 1214 kämpfte er gemeinsam mit seinem ältesten Sohn in der siegreichen Schlacht bei Bouvines, die ihm 100 Livre und 400 Mark an Lösegeld einbrachten. Letztmals wird Guy kurz vor seinem Tod 1221 mit seinem ältesten Sohn im Schriftverkehr der königlichen Kanzlei genannt.
Guy IV. de Senlis war verheiratet mit Elisabeth, eine Tochter des Enguerrand II. Aiguillon von Trie. Ihre Kinder waren:
- Guy V. de Senlis († nach 1223), Herr von Chantilly, Ermenonville, Montépilloy und Bray, Großmundschenk von Frankreich
- Guillaume II. de Senlis († 1227)
- Raoul de Senlis († 1250), Herr von Luzarhes